# Янурусовська сільська рада
Януру́совська сільська рада (рос. Янурусовский сельский совет) — муніципальне утворення у складі Ішимбайського району Башкортостану, Росія. Адміністративний центр — село Янурусово.

## Населення
Населення — 774 особи (2019, 996 в 2010, 1184 в 2002).

## Склад
До складу поселення входять такі населені пункти:
| Населений пункт        | Населення, осіб (2002) | Населення, осіб (2010) |
| ---------------------- | ---------------------- | ---------------------- |
| Єкатериновка, присілок | 19                     | 21                     |
| Кіяуково, присілок     | 177                    | 146                    |
| Михайловка, присілок   | 33                     | 26                     |
| Янгі-Юрт, хутір        | 59                     | 55                     |
| Янурусово, село        | 896                    | 748                    |